# 歐洲聯盟基本條約
歐洲聯盟諸條約（英語：Treaties of the European Union）為一系列於歐盟成員國間所締結的國際條約，這些條約為歐盟中具有如同憲法地位的根本規範。依據這些條約，創設了許多歐盟機構，另外也規範了這些機構的職權、程序和義務。歐盟所有的行為都不能超出這些條約所授予的權力範圍，且關於這些條約的修正必須要由每一個條約簽署國批准。

## 內容
歐盟的兩個根本性的條約分別為：(1)《歐洲聯盟條約》（Treaty on European Union），亦即所謂的《馬斯垂克條約》，此條約於1993年生效，也是歐盟據以成立的條約；(2)《歐洲聯盟運作方式條約》（Treaty on the functioning of the European Union），它前身是1958年時生效的《歐洲經濟共同體成立條約》（Treaty establishing the European Economic Community (TEEC)）亦即所謂的《羅馬條約》（Treaty of Rome）。這兩個條約（以及附加於其上的議定書和宣言）於它們正式生效後至少每10年必須要由修正條約予以調整和修正一次，目前最後一次用於修正它們的條約為2009年12月1日正式生效的《里斯本條約》。經修正後的《歐洲聯盟條約》第6條也使《歐洲聯盟基本權利憲章》產生與歐盟條約同位階的法律地位（雖然它本質上並非條約）。

### 歐洲聯盟條約
歐洲聯盟條約的本文主要被分為六編：
第一編　共同條款
條約的第一編是規定共同條款的部分。其中第一條乃基於歐洲共同體的基礎上創建了「歐洲聯盟」，同時並點出了本條約的法律價值。第二條則表明歐盟乃是「基於對人之尊嚴、自由、民主、平等、法治、人權以及少數民族權利的尊重而創立」，各個成員國必須為一個「多元、無歧視、包容、公正、團結及男女平等的社會」。
第三條則規定了歐盟的六個目標。第一個目標是提升和平、歐洲價值，並使歐盟的住民能夠安居樂業。第二個目標則與歐盟領域內的勞務、資本等四大自由流動相關。第三個目標則是在處理內部市場的問題。第四是創設歐元。第五則是闡明歐盟必須提升其價值、致力於消除貧困、關注人權、並且尊重聯合國憲章。最後，第六個目標則是歐盟應該透過條約所給予的權限致力於以適當的手段來達成這些目標。
第4條則與各個成員國的主權以及義務相關。第5條則列出了授權原則（principles of conferral）、輔助原則（principles of subsidiarity）、以及比例原則（principles of proportionality）來限制歐盟的權力。第6條規定歐盟必須要遵守歐洲聯盟基本權利憲章以及歐洲人權公約。第7條在處理成員國停權的問題。第8條則是規定歐盟如何與其鄰國建立更緊密的關係。
第二編 民主原則
第9條確立了各國公民權以及歐洲公民權的平等地位。第10條則在宣示歐盟乃是基於代議民主制而創立，同時也決定歐盟必須盡可能的親近其公民，其涉及歐洲政黨以及公民是如何被代表：在歐洲議會中直接被代表，同時在歐盟理事會和歐洲理事會中由他們的政府（對該內國之議會負責）所代表。第11條確立了政府透明化的原則，另外，只要有超過100萬個公民，即可向歐盟委員會遞交請願書，請求就該等事項進行立法，而該請願書必須要獲得廣泛討論。第12條則賦予內國議會有限的參與歐盟立法程序之權利。
第三編 機構
第13條規定歐盟機構應以下列層級及名稱設立：歐洲議會、歐洲理事會、歐盟理事會、歐盟委員會、歐盟法院、歐洲中央銀行、以及歐洲審計院。並要求這些機構必須要相互合作，同時限制這些機構僅能在條約所賦予的能力下運作。
第14條則在處理歐洲議會的運作方式以及其選舉方法，第15條規定在歐洲理事會以及其主席，第16條則在處理歐洲理事會的構造。第17條則在規範歐盟理事會以及其指派方式。第18條建立了歐盟外交和安全政策高級代表，而第19條則設立了歐洲法院。
第四編 加強合作
第四編只有一條，那就是第20條，根據本條規定，假如其他國家就某個領域的整合加以阻擋，則其允許一定數量的國家在歐盟之下就該領域進行合作。
第五編 歐盟對外行為與共同外交和安全政策
第五編第一章包含了第21條和第22條。第21條主要在概括說明歐盟的外交政策，包括遵守聯合國憲章、促進全球貿易、人道救援以及全球治理。第22條則賦予歐洲理事會控制歐盟外交政策。
第二章則分成了幾個部分。首先，就共通部分而言，其就詳列了關於歐盟外交政策的指導及運作方式，包含建立了歐洲對外行動局並確立了各成員國就此部分的職責。而第2部分則是從第42條到第46條，主要在處理軍事合作（包含共同防禦）的部分。
第六編 最終部分
第六編的範圍是第47條至第55條。第47條賦予歐盟具有法人格；第48條則在規定條約的修正方式，舉體規範通常和簡式修訂程序；49條則在規定申請加入歐盟的相關問題；50條則就退出歐盟加以規定。第51條乃就附加於條約上的議定書應如何處理予以規定；52條則在規範條約適用的地理範圍，另外，依據第52條之規定，條約將無限期生效。第54條則在處理條約批准的問題。最後第55條則是就條約應以幾種不同語言完成的規範。

### 歐洲聯盟運作條約
歐洲聯盟運作條約就歐盟的角色、政策和運作有著更深入的規定。本條約可以分成7個部分：
第一部分 原則
第一部分為原則，第1條確立了條約的基礎以及其法律價值。第2條到第6條規定歐盟在各個領域所被賦予的能力。第7條到第14條點出了社會原則，第15到16條則規定了公眾接觸會議與相關文件的權利，第17條則表示歐盟必須要尊重在各國法律之下教會的地位。
第二部分  禁止歧視與歐盟公民權
第二部分從第18條開始，基於條約的限制，任何基於國籍而做出的歧視皆屬違法。第19條也規定，歐盟將「防免基於性別、種族、人種、宗教或是信仰、身心障礙、年紀、性傾向的歧視。」第20到24條則創設了歐盟公民權，並且賦予相關的權利：像是自由通行、受到其他國家領事的保護、參與地方以及歐盟選舉以及向歐洲議會或歐洲監察使遞交請願書或申訴、或是與歐盟機構聯繫並從歐盟機構獲得以其所使用的語言所作成的回覆。第25條則要求歐盟委員會每3年要就這些權利的履行做出報告。
第三部分 歐盟的政策與領域內活動
第三部分是關於歐盟的政策以及於歐盟領域內之活動的規定，包含了下列幾個部分：
- 內部市場；
- 貨物的自由流通，包含了關稅同盟；
- 農業以及漁業；
- 人員、服務、資本的自由流通；
- 自由、安全與正義的領域：包含了共同的難民政策、移民政策、邊界管制政策，警察和司法合作；
- 競爭、稅務以及法規的協同；
- 經濟以及貨幣政策，包含關於歐元的規定；
- 勞工政策；
- 歐洲社會基金；
- 教育、職業訓練、青年與體育政策；
- 文化政策；
- 公共衛生；
- 消費者保護；
- 歐洲運輸網路；
- 工業政策；經濟、社會與地域的凝聚（減少發展上的差異）；
- 研究、發展與太空政策；
- 環保政策；
- 能源政策；
- 觀光政策；
- 公民保護；
- 以及行政合作等部分[2]。

第四部分 海外國家及領土的聯繫
公約的第四部分在處理關於海外領土的聯繫問題。第198條設定了一個客觀的目標，希望能夠促進那些在附件二中所列出的相關領地之經濟及社會發展。其餘的條文則詳盡的規定了關於其他像是領地關稅等問題。
第五部分 歐盟對外的活動
第五部分主要在處理歐盟對外政策。第205條規定，歐盟的對外行為必須要根據歐洲聯盟條約第5編第1章所制定的原則加以進行。第206條與207條則建立了歐盟共同的商業（對外貿易）政策。第208到214條則在處理對於第三國的合作發展與人道救助。第215條在規範國際制裁。216條道219條則在規定與第三國訂立國際條約的程序。第220條指示歐盟外交和安全政策高級代表以及歐盟委員會適當的與其他國際組織進行合作；第221條則建立了歐盟代表團。第222條，「團結條款」規定歐盟成員國於其他成員國受到天災、人為災害或恐怖攻擊時，必需予以協助，其中包含了必要時可以使用軍事武力。
第六部份 機關與財務
第六部份則是對於歐洲聯盟條約中的機關部分做出更詳盡的規定。第288條到299條勾勒出歐盟立法程序。第300到309條創立了歐洲經濟暨社會委員會、地域委員會以及歐洲投資銀行。第310條到325條規範了歐盟預算。最後，第326條到第334條則在建立了強化合作（Enhanced co-operation）的規定。
第七部分 一般與最終規定
第七部分則在處理最終的法律規定，像是適用的領域以及時間的規定、各個機構要座落於何處（此將由成員國共同決定，最後由附加於條約上的議定書加以確定）、是否豁免於1958年以前或是各國入盟以前所簽訂的條約。

### 議定書、附加文件、宣言
就歐洲聯盟基本條約而言，總共有37個議定書、2份附加文件以及65個宣言對條約的細節進行更詳盡的規範。

## 修正與批准
就歐洲聯盟基本條約的「通常修正程序」而言，修改條約的要求必須要由某個機構將建議遞交給歐洲理事會。之後，歐洲理事會主席可以要求歐洲大會 （European Convention，由各國政府、各國國會議員、歐洲議會議員和歐盟委員會的代表組成）去草擬修改條約，或是交由歐洲理事會去處理，如果該建議修改的部分甚為細微，甚至可以由歐盟理事會主席自己處理並提出草案。
接著，他們會將該條約的修改草案交由政府間會議（IGC）去處理，並於會議中決定是否通過該草案，倘若決議通過，就必須要交由各國領導者簽署，並且由各國國會批准。
另外有所謂的「簡易修訂程序」（simplified revision procedure），不過此程序僅適用於歐洲聯盟運作條約第三部分之修改，且不能透過此程序擴增歐盟的權力，此種修改可以先透過歐洲理事會做成決議即可，而不必交由各國批准。由於只有小範圍修訂，因此羅馬條約第136條便是透過簡易修正程序加以修訂。
最後，尚有所謂的「引渡條款」可以改變投票程序。在某些政策領域的立法，可以透過歐洲議會以少數一致性決議通過。此種引渡條款藉由歐洲理事會的一致性決議可以改變通常立法程序，不過此必須要沒有任何內國議會反對才行。
任何涉及歐盟基礎的法律變更都必須要經過各成員國內國程序予以批准。所有的成員國都必須要批准，並將批准的文書寄存於義大利政府，該條約才會正式生效。在某些國家，像是愛爾蘭，若要變更該國的憲法，則必須先經過公民投票。另外某些國家，如德國，則不允許公民投票，條約的批准與否必須由該國國會加以議決。
有時候，某些國家會因為公民投票未通過而無法批准某個條約。在某些情形，像是愛爾蘭和丹麥，則是在經過一些妥協與讓步後，才又進行了第二次公民投票。而在挪威，則根本就其入盟條約即無法於國內被批准，故挪威並未加入歐盟。
條約也會在歐洲議會中進行投票表決（諮詢性投票），儘管該表決並不具有法律效力，但仍有其重要性。像是比利時及義大利國會便曾經表示，假如歐洲議會投票表決反對尼斯條約，其將對該條約予以否決。

## 已獲批准的條約
| 圖例： 事實上繼承 框架： 事實上的內部框架 外部框架 | 圖例： 事實上繼承 框架： 事實上的內部框架 外部框架 | 圖例： 事實上繼承 框架： 事實上的內部框架 外部框架 |                               |                          |                                |                                |                         |                                                |                                                |                                                |                                                |                                                | 歐洲聯盟（歐盟）                               | 歐洲聯盟（歐盟） | 歐洲聯盟（歐盟） | 歐洲聯盟（歐盟） |            |            |
| 圖例： 事實上繼承 框架： 事實上的內部框架 外部框架 | 圖例： 事實上繼承 框架： 事實上的內部框架 外部框架 | 圖例： 事實上繼承 框架： 事實上的內部框架 外部框架 | 歐洲各共同體                  | 歐洲各共同體             | 歐洲各共同體                   | 歐洲各共同體                   | 歐洲各共同體            | （歐盟三支柱）                                 | （歐盟三支柱）                                 | （歐盟三支柱）                                 |                                                |                                                |                                                |                  |                  |                  |            |            |
| 圖例： 事實上繼承 框架： 事實上的內部框架 外部框架 | 圖例： 事實上繼承 框架： 事實上的內部框架 外部框架 | 圖例： 事實上繼承 框架： 事實上的內部框架 外部框架 |                               |                          | 歐洲原子能共同體               | 歐洲原子能共同體               | 歐洲原子能共同體        | 歐洲原子能共同體                               | 歐洲原子能共同體                               |                                                |                                                |                                                | 現今                                           |                  |                  |                  |            |            |
| 圖例： 事實上繼承 框架： 事實上的內部框架 外部框架 | 圖例： 事實上繼承 框架： 事實上的內部框架 外部框架 | 圖例： 事實上繼承 框架： 事實上的內部框架 外部框架 |                               | 歐洲煤鋼共同體           |                                |                                |                         |                                                |                                                |                                                |                                                |                                                |                                                |                  |                  |                  |            |            |
| 圖例： 事實上繼承 框架： 事實上的內部框架 外部框架 | 圖例： 事實上繼承 框架： 事實上的內部框架 外部框架 | 圖例： 事實上繼承 框架： 事實上的內部框架 外部框架 |                               | 歐洲經濟共同體           |                                |                                |                         |                                                |                                                |                                                |                                                |                                                |                                                |                  |                  |                  |            |            |
| 圖例： 事實上繼承 框架： 事實上的內部框架 外部框架 | 圖例： 事實上繼承 框架： 事實上的內部框架 外部框架 | 圖例： 事實上繼承 框架： 事實上的內部框架 外部框架 |                               |                          |                                |                                |                         |                                                | 申根區                                         | 申根區                                         | 歐洲共同體                                     | 歐洲共同體                                     |                                                |                  |                  |                  |            |            |
| 圖例： 事實上繼承 框架： 事實上的內部框架 外部框架 | 圖例： 事實上繼承 框架： 事實上的內部框架 外部框架 | 圖例： 事實上繼承 框架： 事實上的內部框架 外部框架 | TREVI                         | TREVI                    | TREVI                          | 司法與內政合作                 |                         |                                                |                                                |                                                |                                                |                                                |                                                |                  |                  |                  |            |            |
| 圖例： 事實上繼承 框架： 事實上的內部框架 外部框架 | 圖例： 事實上繼承 框架： 事實上的內部框架 外部框架 | 圖例： 事實上繼承 框架： 事實上的內部框架 外部框架 | TREVI                         | TREVI                    | TREVI                          | 司法與內政合作                 |                         | / 北大西洋公約組織                             | / 北大西洋公約組織                             | 現今                                           | 刑事領域警務與司法合作                         | 刑事領域警務與司法合作                         |                                                |                  |                  |                  |            |            |
| 英法協約                                           | 英法協約                                           | [西方聯盟到北約]                                   | [西方聯盟到北約]              | 歐洲政治合作             | 歐洲政治合作                   | 歐洲政治合作                   | 歐洲政治合作            | / 北大西洋公約組織                             | / 北大西洋公約組織                             | 現今                                           |                                                | 共同外交與安全政策                             | 共同外交與安全政策                             |                  |                  |                  |            |            |
| 英法協約                                           | 英法協約                                           | 西方聯盟                                           | 西方聯盟                      | 西方聯盟                 | / 西歐聯盟                     | / 西歐聯盟                     | / 西歐聯盟              | [1984年羅馬宣言重新激活了西歐聯盟並轉交至歐盟] | [1984年羅馬宣言重新激活了西歐聯盟並轉交至歐盟] | [1984年羅馬宣言重新激活了西歐聯盟並轉交至歐盟] | [1984年羅馬宣言重新激活了西歐聯盟並轉交至歐盟] | [1984年羅馬宣言重新激活了西歐聯盟並轉交至歐盟] | [1984年羅馬宣言重新激活了西歐聯盟並轉交至歐盟] |                  |                  |                  |            |            |
| 英法協約                                           | 英法協約                                           | 西方聯盟                                           | 西方聯盟                      | 西方聯盟                 | / 西歐聯盟                     | / 西歐聯盟                     | / 西歐聯盟              |                                                |                                                |                                                |                                                |                                                |                                                |                  |                  |                  |            |            |
| 英法協約                                           | 英法協約                                           | 西方聯盟                                           | 西方聯盟                      | 西方聯盟                 | [社會、文化移交歐洲理事會負責] | [社會、文化移交歐洲理事會負責] | 現今                    |                                                |                                                |                                                |                                                |                                                |                                                |                  |                  | 论 编            | 论 编      |            |
|                                                    |                                                    |                                                    | 歐洲理事會                    |                          |                                |                                | 現今                    |                                                |                                                |                                                |                                                |                                                |                                                |                  |                  | 论 编            | 论 编      |            |
| 英法協約                                           | 敦克爾克條約                                       | 布魯塞爾條約                                       | 歐洲委員會法規 與北大西洋公約 | 巴黎條約與歐洲防務共同體 | 倫敦–巴黎會議                  | 羅馬條約                       | 西歐聯盟-歐洲理事會協議 | 合併條約                                       | 達維尼翁報告                                   | 歐盟高峰會成立                                 | 單一歐洲法案                                   | 申根公約                                       | 馬斯垂克條約                                   | 阿姆斯特丹條約   | 尼斯條約         | 里斯本条约       | 里斯本条约 | 里斯本条约 |

表格說明：   [創設] - [修正] - [入盟]
| 條約               | 創設/修正/入盟 | 簽署地                        | 簽署日                      | 正式生效日    | 失效日        |
| ------------------ | --- | ----------------------------- | --------------------------- | ------------- | ------------- |
| 歐洲煤鋼聯營條約   | 歐洲煤鋼共同體 | 法國，巴黎                    | 1951年4月18日               | 1952年7月23日 | 2002年7月23日 |
| 歐洲原子能聯營條約 | 歐洲原子能共同體 | 義大利，羅馬                  | 1957年3月25日               | 1958年1月1日  | 生效中        |
| 歐洲經濟共同體條約 | 歐洲經濟共同體 | 義大利，羅馬                  | 1957年3月25日               | 1958年1月1日  | 生效中        |
| 合併條約           | 修正既存條約 - 將歐洲煤鋼共同體 和歐洲原子能共同體以及 歐洲經濟共同體合併                                                    | 比利時，布魯塞爾              | 1965年4月8日                | 1967年7月1日  | 1999年5月1日  |
| 第一預算條約       | 修正既存條約 - 給予歐洲議會部分的預算權                                                                                      | 盧森堡，盧森堡市              | 1970年4月22日               | 1971年1月1日  | 生效中        |
| 入盟法案           | 擴張 - 將丹麥、愛爾蘭和英國納入歐洲共同體                                                                                    | 比利時，布魯塞爾              | 1972年1月22日               | 1973年1月1日  | 生效中        |
| 第二預算條約       | 修正既存條約 - 使歐洲議會對於預算有更大的權力 創設歐洲審計院                                                                 | 比利時，布魯塞爾              | 1975年7月22日               | 1977年6月1日  | 生效中        |
| 入盟法案           | 擴張 - 將希臘納入歐洲共同體                                                                                                  | 希臘，雅典                    | 1979年5月28日               | 1981年1月1日  | 生效中        |
| 格陵蘭條約         | 格陵蘭退出歐洲共同體 | 比利時，布魯塞爾              | 1984年3月13日               | 1985年1月1日  | 生效中        |
| 入盟法案           | 擴張 - 將西班牙和葡萄牙納入歐洲共同體                                                                                        | 西班牙，馬德里 葡萄牙，里斯本 | 1985年6月12日               | 1986年1月1日  | 生效中        |
| 申根公約           | 邊界開放 | 盧森堡，申根                  | 1985年6月14日               | 1995年3月26日 | 生效中        |
| 單一歐洲法案       | 修正既存條約 - 建立單一市場、歐洲政治合作                                                                                    | 盧森堡，盧森堡市 荷蘭，海牙   | 1986年2月17日 1986年2月28日 | 1987年7月1日  | 生效中        |
| 歐洲聯盟條約       | 歐洲聯盟 修正既存條約 - 導入歐盟三支柱                                                                                       | 荷蘭，馬斯垂克                | 1992年2月7日                | 1993年11月1日 | 生效中        |
| 入盟法案           | 擴張 - 將奧地利、芬蘭和瑞典納入歐盟                                                                                          | 希臘，克基拉島                | 1994年6月24日               | 1995年1月1日  | 生效中        |
| 阿姆斯特丹條約     | 修正既存條約 - 導入了高級代表制度 將其權力從第三支柱轉至第一支柱 並使申根公約完善。                                          | 荷蘭，阿姆斯特丹              | 1997年10月1日               | 1999年5月1日  | 生效中        |
| 尼斯條約           | 修正既存條約 - 使歐盟有辦法應付歐洲聯盟的擴大。                                                                              | 法國，尼斯                    | 2001年2月26日               | 2003年2月1日  | 生效中        |
| 加盟條約 (2003年)  | 擴張 - 將賽普勒斯、捷克 、愛沙尼亞、匈牙利 、立陶宛、拉脫維亞 、馬爾他、波蘭 、斯洛維尼亞、斯洛伐克 納入歐盟                 | 希臘，雅典                    | 2003年4月16日               | 2004年5月1日  | 生效中        |
| 加盟條約 (2005年)  | 擴張 - 將保加利亞和羅馬尼亞納入歐盟                                                                                          | 盧森堡，盧森堡市              | 2005年4月13日               | 2007年1月1日  | 生效中        |
| 里斯本條約         | 修正既存條約 - 創設歐洲理事會主席， 擴大對外政策, 廢除 歐盟三支柱、擴大議會職權、採用有效多數決 使歐盟憲章具有法律上拘束力。 | 葡萄牙，里斯本                | 2007年12月13日              | 2009年12月1日 | 生效中        |

## 未獲批准的條約
歐洲防衛共同體設立條約

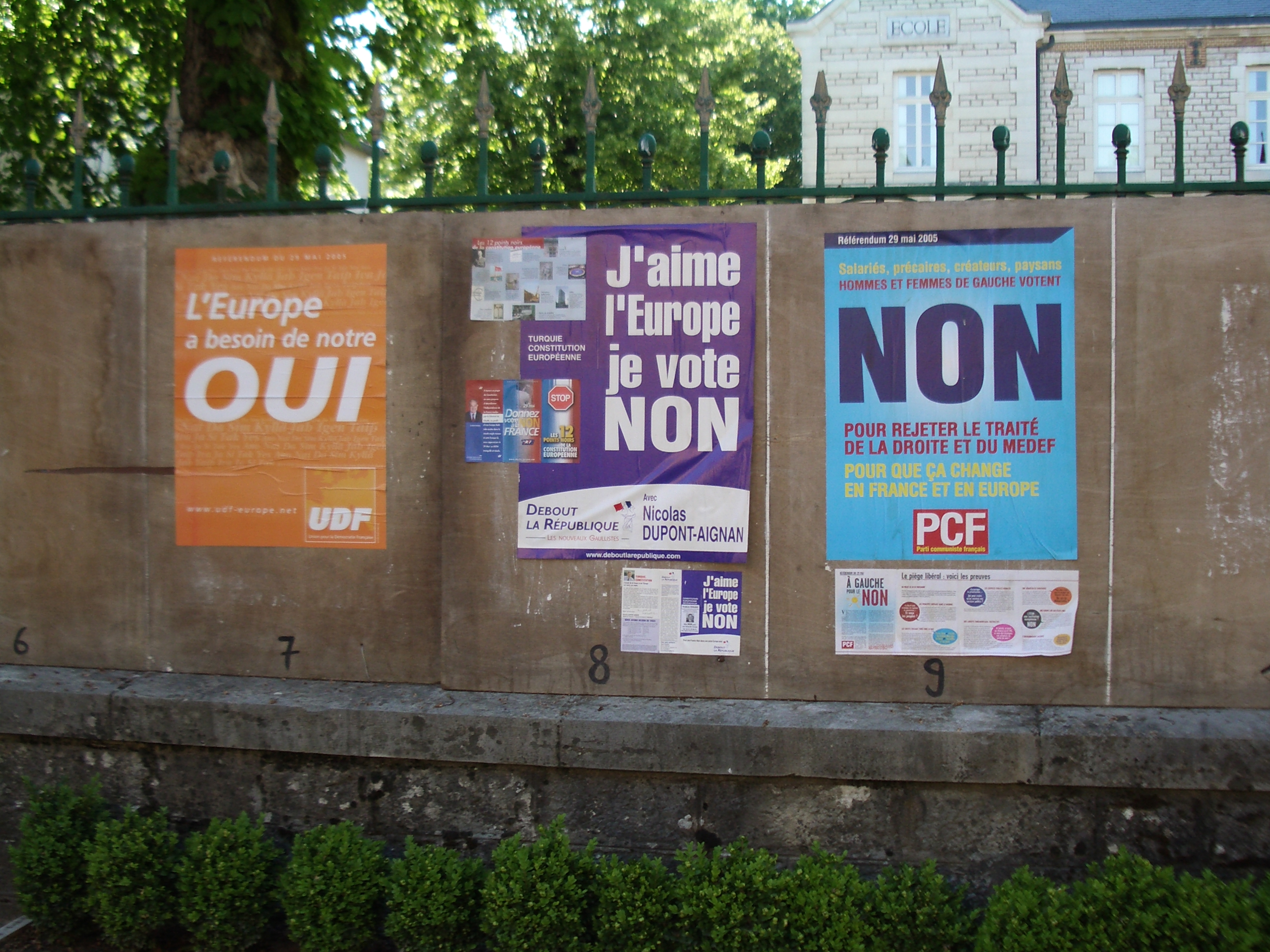
由於其中兩個成員國的公民投票未通過，故歐盟憲法無法生效施行

隨著巴黎條約的成功，因此希望藉由成立所謂的歐洲防衛共同體，使當時的西德可以在歐盟軍事架構下重整軍武。此條約於1952年3月27日由當時的六個成員國簽署，而當時的共同大會也開始草擬關於成立歐洲政治共同體的條約，以確保新的軍隊能對一個民主機制負責。然而，此條約最終由於遭到法國國民議會於1954年8月30日否決而未生效力。
1973年以及1995年關於挪威的入盟條約
挪威曾經有兩次嘗試要加入歐洲聯盟（之前的歐洲共同體），但是兩次皆由於其國內的公民投票否決而作罷。第一次簽約是1972年1月22日在布魯塞爾簽訂，另一次則是1994年於克基拉簽訂。
歐盟憲法條約
歐盟憲法為一份取代或將過去所有部分相同的條約合併的一份文件。其同時也改變了投票機制，簡化了歐盟的結構，同時也增進了對外政策的協同。這份條約在2004年10月29日時於羅馬簽署，假如獲得所有成員國的批准，則將於2006年11月1日生效。然而，由於法國和荷蘭兩國於2005年所舉辦的公民投票皆未通過，因此本條約從未生效。不過，目前歐盟憲法已經被里斯本條約所收錄與取代，且里斯本條約已經在2009年12月1日正式生效。

## 將來可能的條約
由於在里斯本條約通過的過程中，經歷了一連串的妥協，各國的領導人紛紛表示將於下一份條約（可能是最快於2011年以前簽署的克羅埃西亞和冰島入盟條約）中，加入一些議定書。這些議定書將與退出歐盟有關，此乃是對於愛爾蘭人民以及捷克總統的保證。由於在愛爾蘭憲法修正案並未通過，因此歐盟曾經對於愛爾蘭人做出一些保證（在安全與防衛、道德議題和稅制方面）以期望愛爾蘭能夠進行第二次公投。也因此，愛爾蘭2009年憲法修正案的公投得以通過。不過這些保證僅為一項聲明，表示將於下次的條約中附加這些保證在其中。
捷克總統瓦茨拉夫·克勞斯也曾拒絕批准該條約，除非該條約給予捷克退出基本權利憲章的權力。因為其聲稱該條約將會被德國用來驅逐二戰後所謂的東方集團。因此，對於愛爾蘭的解決方式再次被用來滿足捷克總統的需求。不過，歐洲議會黨團歐洲自由民主聯盟的成員Andrew Duff表示，入盟條約在法律性質上應該只允許列入某個國家入盟的細節，在入盟條約後面附加這些議題將只會使該條約在歐洲法院中遭受攻擊。無論如何，新的全面改革條約在目前的情況下仍屬未定，而各國領袖將不會希望在他們所關注的議題上只有自己一人孤軍奮鬥。
另外，某些領袖也希望能夠通過一些改革議定書，像是德國總理梅克爾便希望通過一個新條約以改革歐盟的財政規則，以避免歐債危機再次發生。然而，有鑑於里斯本條約在各國批准時所遭受的困難，而英國也誓言對於將來的條約將進行公民投票，但英國已啟動退出歐盟機制，因此未來條約發展與英國無關，歐洲理事會和歐盟委員會的主席均對新的條約表示反對。另外，歐洲各國也擔心將會有更多國家藉此機會來取得更多退出或返回的權力。

## 參照
1. ↑  Consolidated versions of the Treaty on European Union and the Treaty on the Functioning of the European Union （页面存档备份，存于）. In: Official Journal C 326 of 26.10.2012
2. 1 2 3 4 5 6 7 8  Treaty on the Functioning of the European Union （页面存档备份，存于）, Europa
3. 1 2  Select Committee on European Union Tenth Report: CHAPTER 3: SIMPLIFIED TREATY REVISION AND PASSERELLES （页面存档备份，存于）, British House of Lords 2008
4. ↑  Kirk, Lizabeth (12 December 2000) European Parliament may reject the Nice Treaty, EU Observer
5. ↑  由於條約中約定50年後失效，故現已失效，由尼斯條約取代。
6. ↑  由阿姆斯特丹條約取代
7. ↑  OJ L 29, 1.2.1985
8. 1 2  Crosbie, Judith (12 May 2009) Ireland seeks sign-off on Lisbon treaty guarantees （页面存档备份，存于）, European Voice
9. 1 2  Mahony, Honor (30 October 2009) EU treaty closer to ratification after Czech deal agreed （页面存档备份，存于）, EU Observer
10. 1 2  Smyth, Jamie (2 April 2009) MEP queries legal basis for Ireland's Lisbon guarantees （页面存档备份，存于）, Irish Times
11. ↑  Gardner, Andrew (29 October 2009) Klaus gets opt-out （页面存档备份，存于）, European Voice
12. ↑  . EUobserver.   [2020-12-28]. （原始内容存档于2021-01-25）.
13. ↑  . The Independent. 2011-10-23.

## 外部連結
- Summery of EU treaties （页面存档备份，存于） - Europa（英语：Europa (web portal)）
- Full text of EU treaties （页面存档备份，存于） - EUR-Lex（英语：EUR-Lex） (Europa)
- 王泰銓，歐洲聯盟條約與歐洲共同體條約譯文及重要參考文件 （页面存档备份，存于），翰蘆圖書，2006年。
- 王泰銓，關於歐盟法規範的名稱翻譯、條款引用與適用上的問題 （页面存档备份，存于），歐洲萬象，2019年。
- 許琇媛，歐盟憲法條約探討歐盟與成員國間之權限劃分，歐洲國際評論第一期，2005年。